# المساعدون في العش

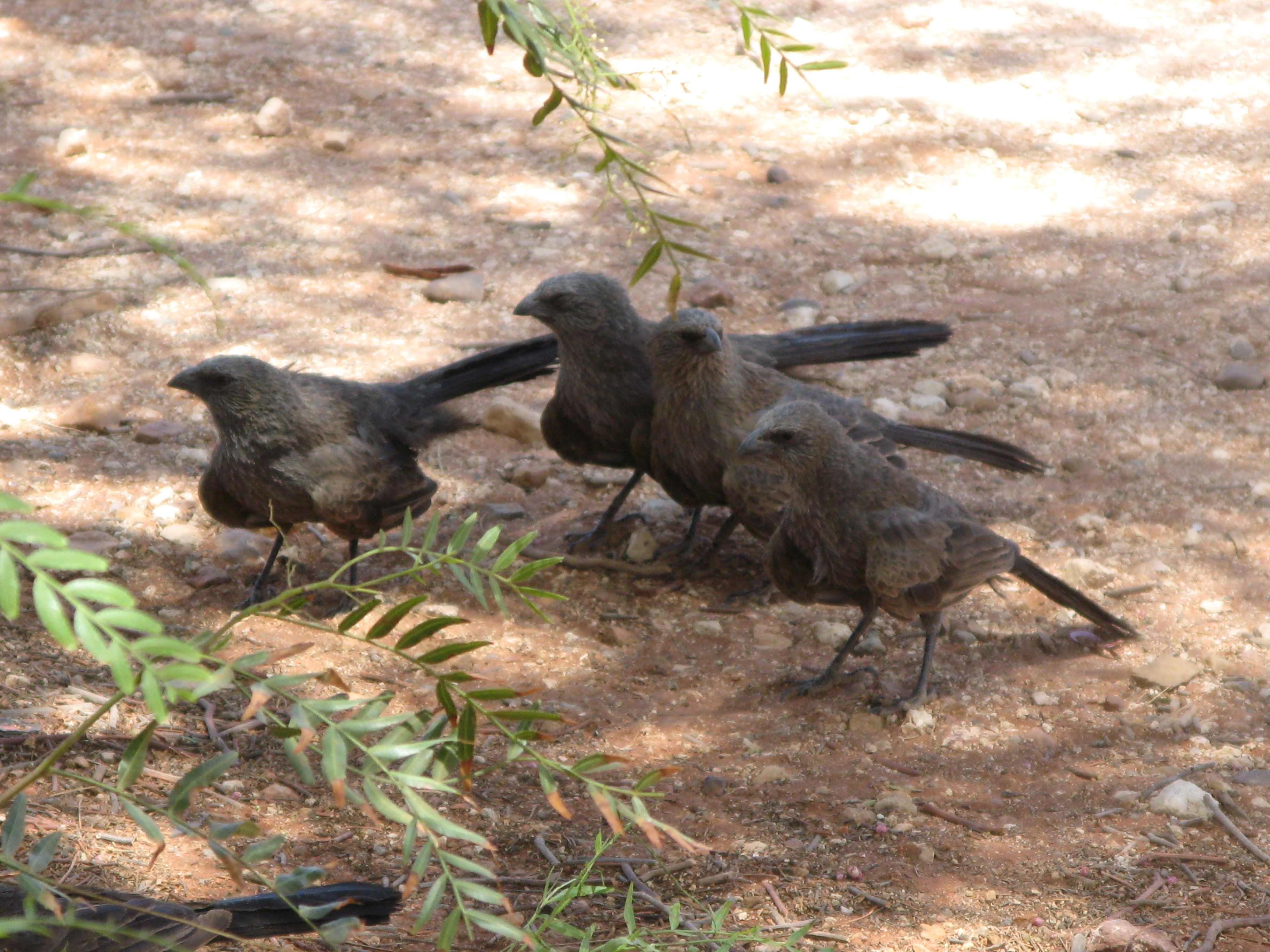

المساعدون في العش هو مصطلح مستخدم في علم البيئة السلوكي وعلم الأحياء التطوري لوصف البنية الاجتماعية للمراهقين الناضجين جنسياً التي تتضمن جنساً واحداً أو كلا الجنسين، وترتبط بتعاون الأبناء مع آبائِهم ومساعدة هؤلاء للأبناء لتكوين أسر خاصة بهم، بدلاً من التشتت. هذا المصطلح يتعلق بالطيور ولكن ترتبط الظاهرة المتعلقة بهذا المصطلح بالثدييات والحشرات أيضاً. وهو شكل بسيط من أشكال التربية التعاونية.
تحدث هذه الظاهرة عند ما بين ثلاثة وثمانية في المئة من أنواع الطيور في جميع أنحاء العالم (تقديرات مختلفة)، ولكنها تنتشر في الغالب في أستراليا وجنوب أفريقيا. وتشمل أنواع الطيور الأكثر شيوعاً التي تطبق هذا السلوك كل من دجاجة الماء خضراء الأقدام ونقار خشب شجرة البلوط وشوكر كلايدر إضافة إلى الإنسان باعتباره من الثدييات ولديه هذا السلوك أيضاً. كما يُعتقد أن هناك عدد من أنواع النحل مثل نحل كاربنتر التي تقوم بهذا السلوك (ملاحظة هذا يختلف عن سلوك نحل العسل الغربي، حيث أن النحلة العاملة عقيمة وغير قادرة على التوالد).